# Harparê
Harparê est un dieu de la mythologie égyptienne. Dans la triade de Médamoud, il est le fils du dieu Montou et de la déesse Râttaouy.